# Albers (Illinois)
Albers és una població dels Estats Units a l'estat d'Illinois. Segons el cens del 2000 tenia 878 habitants.

## Demografia
Segons el cens del 2000, Albers tenia 878 habitants, 315 habitatges, i 225 famílies. La densitat de població era de 470,8 habitants/km².
Dels 315 habitatges en un 43,2% hi vivien nens de menys de 18 anys, en un 62,2% hi vivien parelles casades, en un 7,9% dones solteres, i en un 28,3% no eren unitats familiars. En el 24,8% dels habitatges hi vivien persones soles el 12,4% de les quals corresponia a persones de 65 anys o més que vivien soles. El nombre mitjà de persones vivint en cada habitatge era de 2,79 i el nombre mitjà de persones que vivien en cada família era de 3,4.
Per edats la població es repartia de la següent manera: un 30,4% tenia menys de 18 anys, un 9,5% entre 18 i 24, un 33,8% entre 25 i 44, un 14,7% de 45 a 60 i un 11,6% 65 anys o més.
L'edat mediana era de 33 anys. Per cada 100 dones de 18 o més anys hi havia 92,7 homes.
La renda mediana per habitatge era de 46.964 $ i la renda mediana per família de 57.625 $. Els homes tenien una renda mediana de 36.316 $ mentre que les dones 26.250 $. La renda per capita de la població era de 19.017 $. Aproximadament el 2,7% de les famílies i el 4% de la població estaven per davall del llindar de pobresa.

## Poblacions properes
El següent diagrama mostra les poblacions més properes.